# 橿原市立畝傍南小学校
橿原市立畝傍南小学校（かしはらしりつ うねびみなみしょうがっこう）は、奈良県橿原市の公立小学校。

## 歴史
- 1873年 誘善舎を見瀬村に開校[1]
- 1875年 見瀬町70番地に見瀬小学校開設[1]
- 1877年 見瀬尋常小学校に改称[1]
- 1894年 白橿南尋常小学校に改称[1]
- 1928年 畝傍南尋常小学校に改称[1]
- 1941年 畝傍南国民小学校に改称[1]
- 1947年 畝傍南小学校に改称[1]
- 1976年 畝傍東小学校を分割[1]

## 通学区域
- 池尻町、畝傍町、久米町、吉田町、見瀬町、白橿町1丁目の一部、大軽町の一部[2]

奈良県では珍しい電車通学があり、全生徒の約40%が利用している。これは、学校までの距離が遠いことが主な理由である。

## 有名な出身人物
- 高市早苗（政治家、衆議院議員、経済安全保障担当大臣）

## アクセス
- 橿原神宮前駅 西口より徒歩5分

## 進学先の中学校
特に受験などをしない場合、畝傍中学校である。